# Antiga Casa Estrabau
L'Antiga Casa Estrabau és una obra neoclàssica de Palafrugell (Baix Empordà) protegida com a Bé Cultural d'Interès Local.

## Descripció
Restes d'una casa senyorial neoclàssica, ara destinada a habitatges, oficines i comerços, situada a la cantonada entre el carrer de cavallers, el carrer Major i el carrer Consell. És de tres plantes i en resten dues crugies.
A la façana principal, carrer Cavallers, les pilastres que divideixen les crugies estan decorades amb capitells corintis, Una de les obertures dels balcons té un frontó. Al primer pis, les mènsules dels balcons figuren atlants. A l'interior hi resten pintures murals de l'època, que han estat restaurades.
La casa era molt més gran. Una part del sector de llevant va ser enderrocada i substituïda per edificis de categoria ínfima. A la part derruïda hi destaca una torreta d'angle i un gran espai o sala amb l'escala central, a l'interior.
Es degué construir aprofitant alguns murs de la casa anterior, que encara veiem parcialment al carrer del Consell, amb una finestra i una porta amb marc de pedra i l'any a la llinda de la porta.